# Liliw
Liliw est une localité de la province de Laguna, aux Philippines. En 2015, elle compte 36 582 habitants.